# Дифосфид триродия
Дифосфид триродия — бинарное неорганическое соединение
родия и фосфора
с формулой Rh3P2,
кристаллы.

## Получение
- Сплавление стехиометрических количеств чистых веществ:

{\displaystyle {\mathsf {3Rh+2P\ {\xrightarrow {1000^{o}C}}\ Rh_{3}P_{2}}}}

## Физические свойства
Дифосфид триродия образует кристаллы
тетрагональной сингонии,
пространственная группа P 4m2,
параметры ячейки a = 0,3327 нм, c = 0,6151 нм, Z = 1
.
Соединение разлагается при температуре >1000°С
.